# Tibor Déry
Pour les articles homonymes, voir Déry.
Dans le nom hongrois Déry Tibor, le nom de famille précède le prénom, mais cet article utilise l’ordre habituel en français Tibor Déry, où le prénom précède le nom.
Œuvres principales
- La Phrase inachevée (1947)
- Cher beau-père (1973)

Tibor Déry, né à Budapest le 18 octobre 1894 et mort dans la même ville le 18 août 1977, est un écrivain, scénariste et traducteur hongrois.

## Biographie
Fils de Károly Déry et d'Ernesztin Rosenberg, il est issu d'une vieille famille de la bourgeoisie juive de Hongrie.
Partisan de Mihály Károlyi, il doit s'exiler à l'arrivée au pouvoir de Béla Kun. Il vit notamment en Autriche et en France avant de rentrer en Hongrie en 1935. Il est emprisonné sous le régime de Miklós Horthy pour avoir traduit Retour de l'U.R.S.S. d'André Gide.
Il publie en 1947 son roman le plus célèbre, La Phrase inachevée (A befejezetlen mondat), qui décrit la société hongroise de l'Entre-deux-guerres. Exclu du parti communiste en 1953, il soutient la Révolution hongroise de 1956 et est emprisonné jusqu'en 1960.
En 1971, il adapte deux de ses nouvelles autobiographiques pour le scénario de Amour (Szerelem, film hongrois réalisé par Károly Makk, qui remporte le prix du jury œcuménique et le prix du Jury au Festival de Cannes 1971. Il a ensuite signé d'autres scénarios pour le cinéma et la télévision.
Cher beau-père (Kedves bópeer !), paru en 1973, est un roman humoristique où perce une critique cynique de la société hongroise des années 1970.
Il a également traduit des œuvres de Rudyard Kipling et de William Golding en hongrois.

## Œuvres principales

### Romans
- A befejezetlen mondat (1947) Publié en français sous le titre La Phrase inachevée, traduit par Georges Kassai, Claudine Comte et Geneviève Idt, Paris, Albin Michel, 1966
- Felelet (1952) [littéralement : Réponse]
- Niki. Egy kutya története (1956) Publié en français sous le titre Niki, ou l'histoire d'un chien, traduit par Imre László, Paris, Seuil, 1957 ; réédition, Belval, Circé, coll. « Circé poche », 2010  (ISBN 978-2-84242-284-4)
- G. A. úr X-ben (1964) Publié en français sous le titre Monsieur G. A. à X, traduit par Monique Fougerousse et Ladislas Gara, Paris, Seuil, 1965
- A kiközösítő (1966) Publié en français sous le titre L'Excommunicateur, traduit par André Appercelle et Georges Kassai, Paris, Albin Michel, coll. « Les grandes traductions », 1967
- Képzelt riport egy amerikai pop-fesztiválról (1971) [littéralement : Reportage imaginaire sur un festival pop américain]
- Kedves bópeer ! (1973) Publié en français sous le titre Cher beau-père, traduit par Georges Kassai et Jean Rousselot, Paris, Albin Michel, coll. « Les grandes traductions », 1975  (ISBN 2-226-00147-6) ; réédition, Paris, LGF, coll. « Le Livre de poche » no 4909, 1977  (ISBN 2-253-01591-1)

### Recueils de nouvelles publiés en France
- Drôle d'enterrement, et autres récits, traduit par Imre László, Paris, Seuil, 1958
- Jeu de bascule, traduit par Georges Kassai et Agnès Kahane, Paris, Seuil, 1969
- La Princesse du Portugal, Paris, Albin Michel, 1969
- Derrière le mur de briques, traduit par Stéphane Clerjaud-Bodócs, Strasbourg, éditions la Dernière Goutte, 2011  (ISBN 978-2-918619-04-8)

### Nouvelle publiée en France
- Philémon et Baucis, in Europe no 411-412, 1963, p. 122-131

### Théâtre
- Az óriácsesemö (1926) Publié en français sous le titre Le Bébé géant : pièce surréaliste inédite, Bron, Centre d'études et de recherches théâtrales et cinématographiques, 1983 (BNF 34755055)

### Scénario
- 1971 : Amour (Szerelem, film hongrois réalisé par Károly Makk, adaptation par Déry de deux nouvelles autobiographiques